# Oologah (Oklahoma)
Oologah es un pueblo ubicado en el condado de Rogers en el estado estadounidense de Oklahoma. En el año 2010 tenía una población de 1146 habitantes y una densidad poblacional de 353,7 personas por km².

## Geografía
Oologah se encuentra ubicado en las coordenadas 36°26′36″N 95°42′34″O / 36.44333, -95.70944 (36.443268, -95.709399).

## Demografía
Según la Oficina del Censo en 2000 los ingresos medios por hogar en la localidad eran de $33,977 y los ingresos medios por familia eran $40,625. Los hombres tenían unos ingresos medios de $37,500 frente a los $25,000 para las mujeres. La renta per cápita para la localidad era de $16,493. Alrededor del 9.8% de la población estaban por debajo del umbral de pobreza.